# Glaube Liebe Hoffnung (1980)
Glaube Liebe Hoffnung ist eine deutsche Fernseh-Verfilmung des gleichnamigen Theaterstücks von Ödön von Horváth.

## Handlung
Die Handlung folgt der literarischen Vorlage:
Elisabeth, eine junge Frau ohne Arbeit und ohne Geld, geht zu einem anatomischen Institut, um schon zu Lebzeiten ihren Körper zur späteren Präparation zu verkaufen. Sie braucht 150 Mark, um die Gebühr für einen Wandergewerbeschein zu bezahlen, damit sie wieder in ihrem Beruf als Handelsvertreterin für Miederwaren arbeiten kann. Der Oberpräparator lehnt ihr Angebot ab, der Präparator hat jedoch Mitleid mit ihr und leiht ihr das Geld. Später stellt sich jedoch heraus, dass sie das Geld zum Bezahlen einer Geldstrafe brauchte: Sie wurde dabei erwischt, ohne den Gewerbeschein verkauft zu haben. Das Geld für den neuen Schein hat ihr ihre Vorgesetzte Irene Prantl vorgestreckt und Elisabeth sollte es abarbeiten. Als der Präparator von dieser Sachlage erfährt, zeigt er Elisabeth wegen Betruges an und sie wird zu einer Gefängnisstrafe von 14 Tagen verurteilt.
Elisabeth wird klar, dass sie nur durch eine Heirat finanziell abgesichert sein kann. Der Schutzpolizist Alfons Klostermeyer interessiert sich für sie, und sie verlobt sich mit ihm. Bis zur Heirat will er sie mit 20 Mark in der Woche versorgen. Ihre Vorstrafen verschweigt sie ihm jedoch. Als plötzlich ein Kriminalpolizist vor ihrer Tür steht, muss sich Alfons im Schrank verstecken. Der Kriminalpolizist verdächtigt Elisabeth, sich zu prostituieren, da sie kein anderes Einkommen nachweisen kann. Er durchsucht den Schrank und findet Alfons, und unter vier Augen erzählt er ihm von Elisabeths Vorstrafen. Daraufhin beendet Alfons die Beziehung. Er begründet dies damit, dass er sich von ihr hintergangen fühlt, sie glaubt aber, dass er nur um seine Karriere fürchtet.
Später sitzt Alfons mit seinen Kollegen auf der Wache. Der Präparator ist auch anwesend, da er betrunken wegen Störung der öffentlichen Ordnung festgenommen wurde. Eine bewusstlose junge Frau wird hereingetragen, die sich in den Fluss gestürzt hat – es ist Elisabeth. Sie wird wiederbelebt, und als sie die Männer um sich herum als Polizisten erkennt, glaubt sie, schon wieder festgenommen zu sein. Sie beklagt die Hoffnungslosigkeit ihrer Situation und macht Alfons und dem Präparator Vorwürfe dafür, wie sie mit ihr umgegangen sind. Auch macht sie Alfons klar, dass sie seinen Antrag nur aus Geldsorgen angenommen hat. Sie bricht wieder bewusstlos zusammen und stirbt. Alfons und sein Kollege müssen zu einer Parade und auch alle anderen verlassen die Wachstube, bis auf einen Polizisten, der Elisabeths Leichnam mit einem Tuch bedeckt, sich an seine Schreibmaschine setzt und beginnt, ein Protokoll über den Vorfall zu schreiben.

## Produktion
Der Film ist eine Produktion des Bayerischen Rundfunks und wurde 1980 zum ersten Mal ausgestrahlt.

## Auszeichnungen
Die Hauptdarstellerin Gertraud Jesserer gewann für ihre Rolle die Goldene Kamera 1980.